# القادسية (الأحساء)
القادسية حي في الهفوف في المنطقة الشرقية في المملكة العربية السعودية.

## الموقع
يقع حي القادسية في مدينة المبرز بمحافظة الأحساء شرق طريق عين نجم؛ وشمال طريق المنصورية، كما يتخلله من الداخل طريق الطهران، ويحده من الشرق حي العتبان وحي السياسب، ومن الشمال مخطط الراجحي.

## المرافق
جامع القادسية، ومسجد مبارك الزريق الخالدي، مسجد طرفة داود المغلوث، وحديقة محاسن، جامع هجر، مسجد العرفج، ومسجد الاستقامة، ومسجد سعد بن أبي وقاص بالمبرز الأحساء، ومسجد ساره المطرد، ومركز صحي القادسية، وهيئة الرقابة والتحقيق، وجمعية فتاة الإحساء التنموية الخيرية، ومدارس ديوان المعارف الأهلية، والبنك السعودي للاستثمار، وشركة رامز الإحساء للتسويق، ومدارس دوحة الإبداع العالمية، وروضة نون النموذجية الأهلية، وحديقة القادسية، ومجمع الراشد تاون سكوير، والمدرسة الابتدائية الثانية لتحفيظ القرآن الكريم.